# Коларево Село
45°49′ пн. ш. 16°50′ сх. д. / 45.81° пн. ш. 16.83° сх. д.
Коларево Село (хорв. Kolarevo Selo) — населений пункт у Хорватії, у Б'єловарсько-Білогорській жупанії у складі громади Іванська.

## Населення
Населення за даними перепису 2011 року становило 159 осіб.
Динаміка чисельності населення поселення: